# Rinkbandy

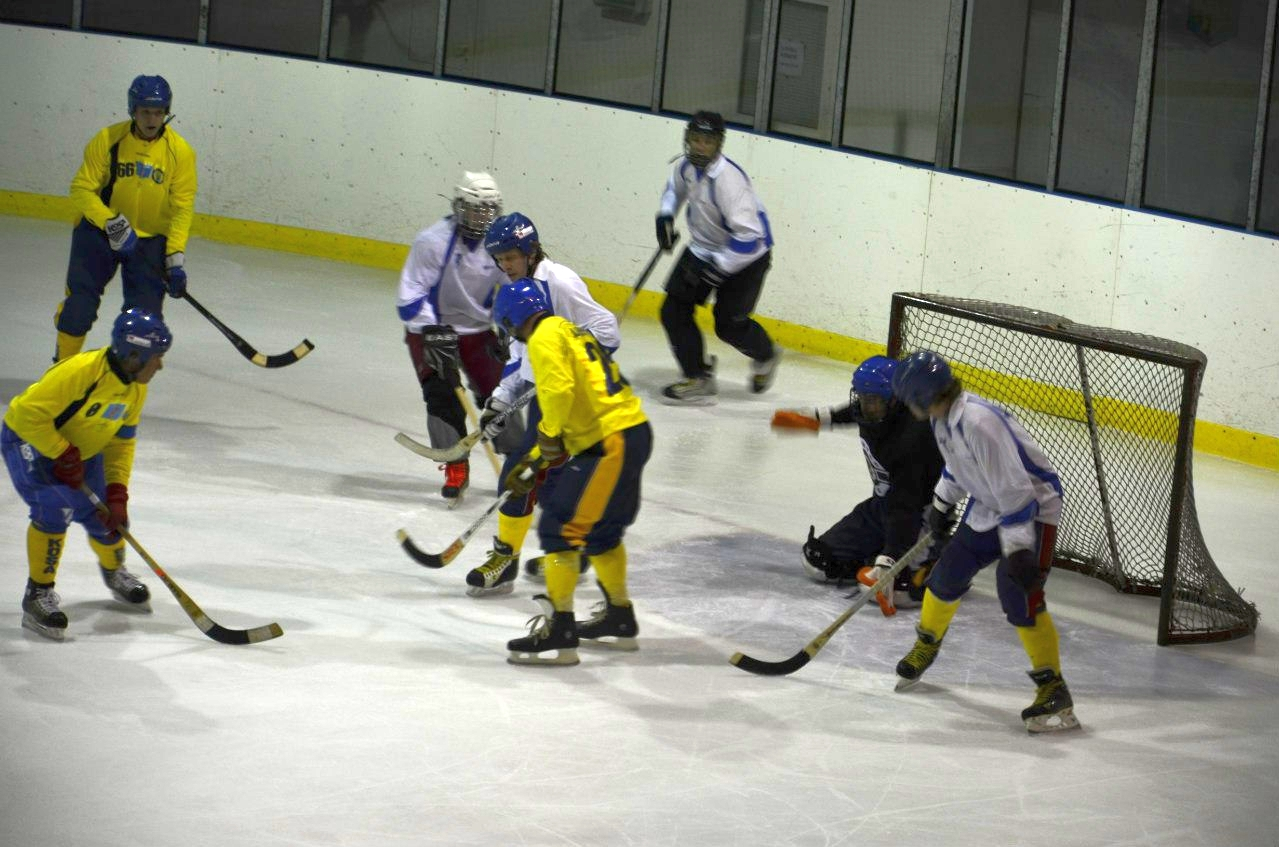
Rinkbandy i Dnipro

Rinkbandy är ett bollspel som i Sverige tidigare benämndes hockeybockey, innan benämningen ändrades 1971. På ryska kan sporten också, förutom "ринк-бенди", kallas minibandy (мини-хоккей с мячом). Sporten har i stort samma regler som bandy. Skillnaderna är att planen och målburarna är av samma storlek som i ishockey, matcherna kortare, antalet spelare färre samt att hörnor inte förekommer.

## Förekomst
Rinkbandy spelas framförallt mellan korplag och kallas även korphockey även om detta begrepp även kan syfta på korplag som spelar ishockey eller landhockey. Spelet hade sin storhetstid under 1980- och 90-talen, och sågs då som ett komplement till bandy och en viktig del inom introduceringen av bandy på många håll i världen, och många bandylag påbörjade sin isträning på rink i ishall innan landisbanan stod färdigspolad för säsongen. Numera brukar dock bandylagen gå direkt in i bandyhallen då isträningen börjar.

## Historia
Då ishockeyns popularitet i Sverige ökade under 1950- och 60-talen byggdes många utomhusrinkar. Den tidigare dominerande bandysporten hade den stora nackdelen, att den krävde så stora isytor. Då kom idén att spela bandy på ishockeyrink. Rinkbandy spelas således med ishockeyuppställning (sex spelare) men med bandyutrustning. Tacklingar och höga klubbor är inte tillåtna.
Rinkbandy förekommer oftast inom korpidrotten i stora seriesystem. Sporten förekommer också som träningsvariant i många länder där man inte har tillgång till fullstora isplaner.
Damerna spelade Europamästerskap 1987 i Lørenhallen i Oslo, 1989 i Örebro och 1991 i Tomsk. Från 1994 spelades världsmästerskap, det året i Nijmegen. 1996 spelades världsmästerskap i Östersund och 1998 åter i Nijmegen.
Från slutet av 1980-talet och fram till början av 2000-talet spelades världsmästerskap och Europamästerskap. De mildare vintrarna i flera delar av världen från slutet av 1990-talet har dock försvårat spelmöjligheterna och fått minskat intresse som följd.[källa behövs] 
Avsikt fanns att arrangera världsmästerskap 2002 och 2003, men försöken misslyckades. Tänkta spelorter var Murmansk, Irkutsk och Oral .
1984 startades Hofors World Cup i rinkbandy, som spelades i september varje år till och med 1998.

## Besläktade sporter
Sporten rinkboll har utvecklats ur rinkbandy, men ses som en egen sport snarare än en variant av bandy.
I Tjeckien har man utvecklat en egen form av bandy på liten plan, som mer skall motsvara förhållandena på en riktig bandyplan, med stora målburar och möjlighet till att ha låga sarger. Varianten skall bättre förbereda spelarna för övergång till bandy på fullstor plan. Denna variant kallas kortbandy (på engelska short bandy) eller tjeckisk bandy.